# Everton Sena
Antônio Everton Sena Barbosa, mais conhecido como Everton Sena (Recife, 14 de Junho de 1991), é um futebolista brasileiro que atua como zagueiro. Atualmente defende o Santa Cruz.
Chamado por muitos de polivalente, tem a capacidade de jogar em várias posições, além de zagueiro, atua também como lateral-direito e volante.

## Carreira

### Santa Cruz
Foi descoberto pelo Santa Cruz em 2009, no mesmo ano se profissionalizou aos 18 anos. Foi campeão jogando a final da Copa Pernambuco contra o Central em 2009. Ganhou destaque no jogo contra o São Paulo onde marcou como um Carrapato (apelido dado pelo torcedor) o meia Lucas e no jogo contra o Sport onde marcou forte o meia Marcelinho Paraíba. Já jogou com volante, lateral-direito e como a sua posição de origem que é zagueiro, após os jogos marcantes contra Sport e São Paulo, Everton Sena virou xodó da torcida tricolor.
Em 5 de fevereiro de 2014, chega a marca de 100 jogos com a camisa do Santa Cruz. Após fazer uma boa Série B teve uma sondagem do Palmeiras, mas as negociações não deram certo e ele continuou até o fim da Série B de 2014. No início de 2015, o Botafogo queria contratar o jogador, mas o Santa Cruz pediu jogadores em troca e a negociação acabou sendo encerrada. No início de fevereiro de 2015, o Botafogo faz nova proposta ao Santa Cruz. Atuou em uma partida do Campeonato Pernambucano de 2015 e por isso é considerado Campeão junto com o Santa Cruz.

### Boa Esporte
Em 2015, acerta empréstimo ao Boa Esporte até o fim da temporada. Após amargar o rebaixamento da equipe boveta para a Série C do Brasileirão, Everton e outros 2 jogadores foram dispensados.

### Londrina
Foi contratado por empréstimo para a disputa da Série B.

### CRB
Em dezembro de 2017, a equipe do galo anuncia Everton Sena como seu novo reforço para a temporada 2018. Teve um inicio discreto, mas depois que entrou na equipe titular se firmou e fez uma boa dupla de zaga com Anderson Conceição. Na reta final do campeonato perdeu um pênalti importante, mas não baixou a cabeça e fez até gol nos jogos seguintes. Foi apontado como um dos lideres da equipe na arrancada final da Serie B e até hoje a torcida deseja seu retorno.

## Títulos
Santa Cruz
- Campeonato Pernambucano: 2011, 2012 , 2013, 2015 e 2016
- Campeonato Brasileiro - Série C: 2013
- Copa Pernambuco : 2008 , 2009 , 2010
- Taça Chico Science: 2016
- Copa do Nordeste: 2016

Goiás
- Campeonato Goiano: 2017

### Prêmios individuais
- Melhor lateral direito do Campeonato Pernambucano: 2013